# Rettungssäge

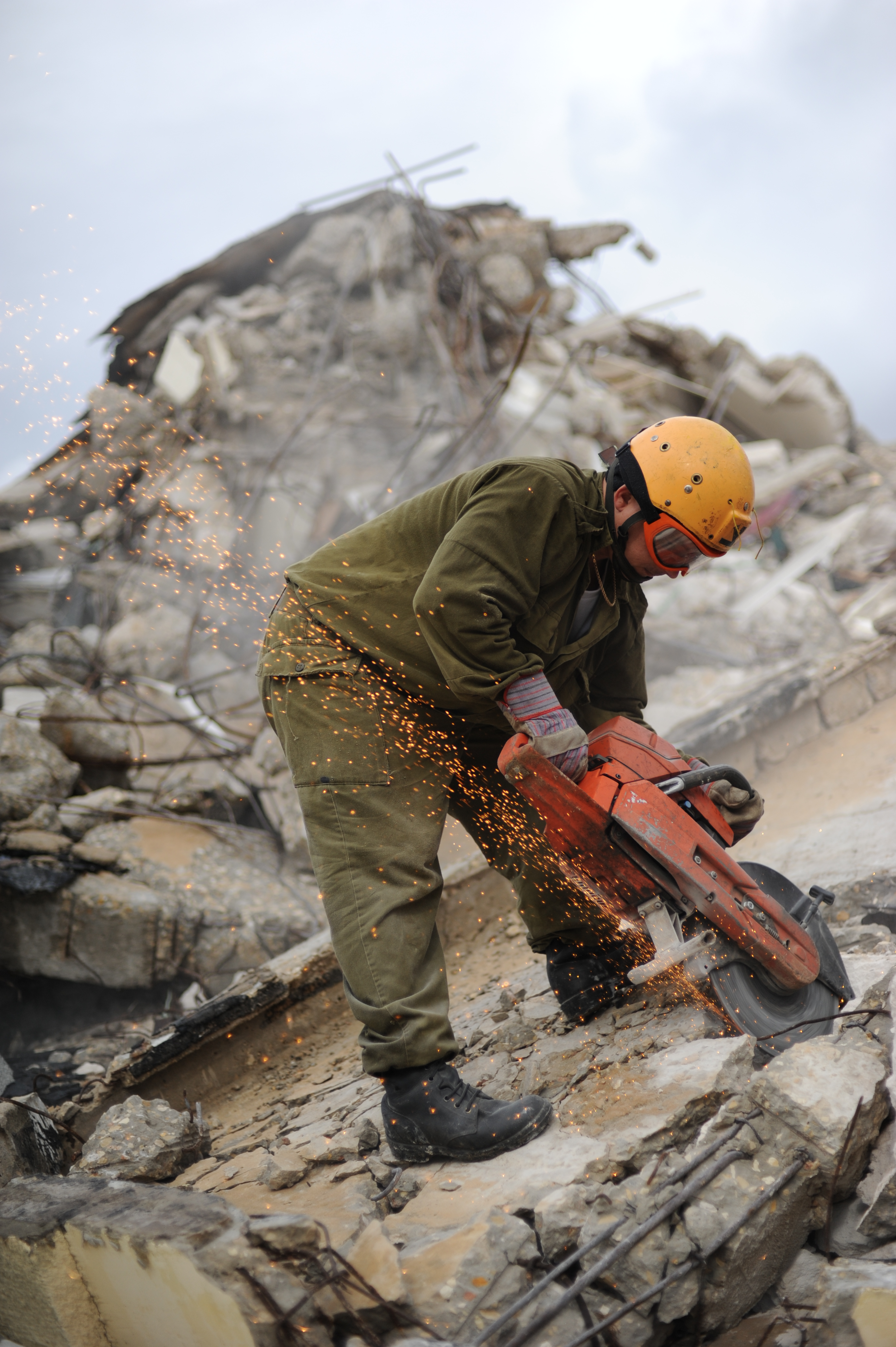
Eine Rettungssäge beim Durchtrennen von Stahlbeton

Rettungssägen sind von der Feuerwehr oder anderen Hilfsorganisationen benutzte Geräte, mit deren Hilfe Rettungs- oder Ventilationsöffnungen (vgl. Luftwechsel) in Gebäude oder Fahrzeuge gesägt werden. Als Rettungssäge sind sowohl modifizierte Kettensägen, als auch Handkreissägen oder Trennschleifer im Einsatz. Von den gewöhnlichen Grundgeräten (die in Industrie, Handwerk, Bau- und Forstwirtschaft eingesetzt werden) unterscheiden sich Rettungssägen in erster Linie durch die verwendeten Ketten (Kettensäge) bzw. Sägeblätter (Handkreissäge). Diese, von den Standardgeräten abweichenden, Komponenten erlauben das Sägen von Metall (Blechdächer, Sandwichelemente, Nägel in Holz, Karosserieteile), Kunststoffen (Rollläden), Verbundglas (Fahrzeugscheiben) und anderen Materialien, die mit einer gewöhnlichen Säge nicht, oder nur mit starkem Geräteverschleiß gesägt werden können.

## Rettungskettensäge

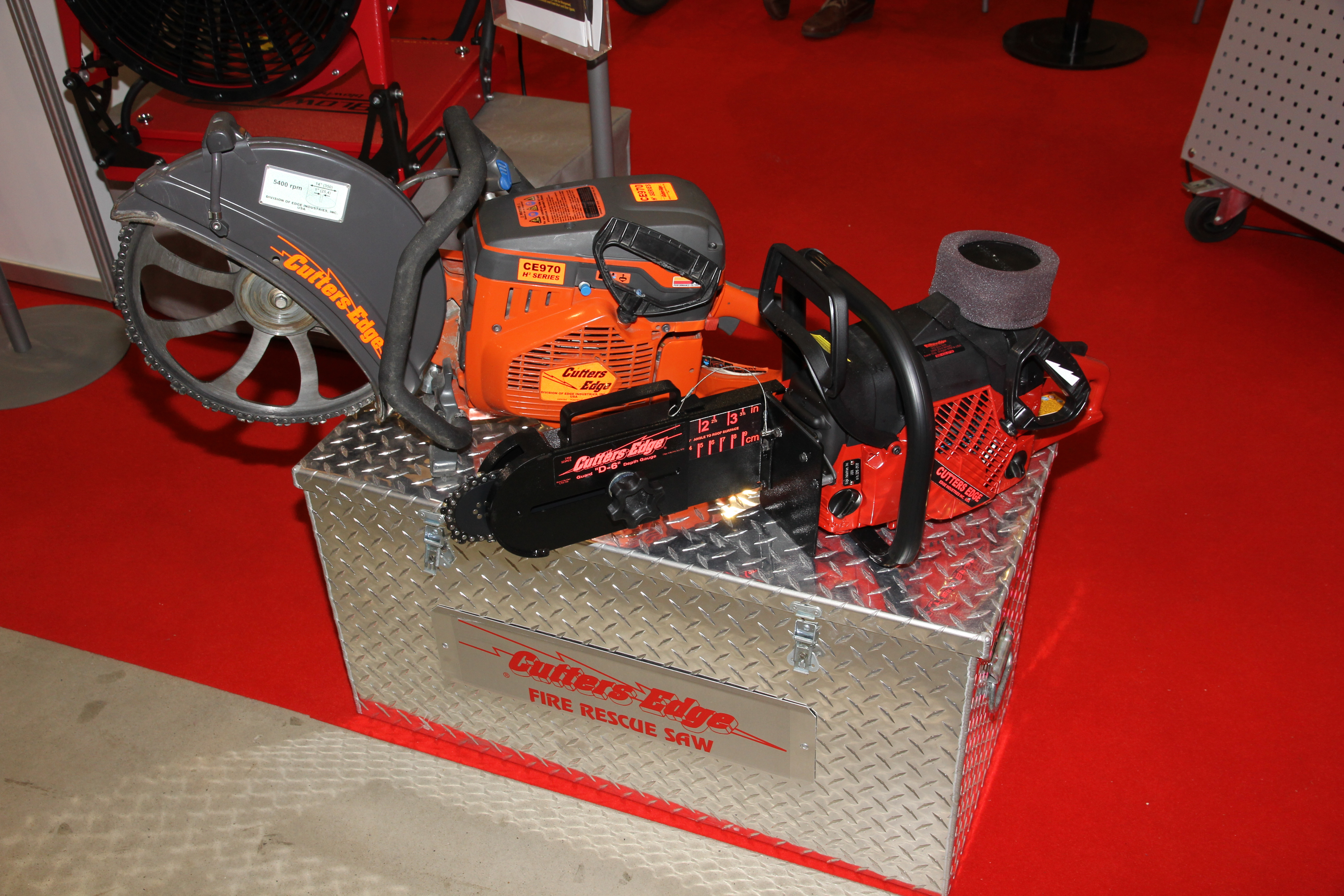
Eine Rettungskettensäge mit einem montierten Tiefenbegrenzer

Rettungskettensägen (gelegentlich auch als Feuerwehrkettensäge bezeichnet) basieren auf handelsüblichen Benzin-Kettensägen, die mit Spezialketten und zusätzlichen Anbauteilen modifiziert werden. Um die entsprechenden Materialien schneiden zu können, muss die Säge stark motorisiert sein, von diversen Herstellern (Dolmar, Husqvarna/Jonsered, Stihl, Cutters Edge) kommen daher Motoren mit Leistungen zwischen ca. 4,0 und 4,9 kW zum Einsatz.
Von den jeweiligen Grundmodellen unterscheiden sich Rettungskettensägen durch folgende Komponenten:
- Spezialkette (bestehend aus Hartmetall, je nach Hersteller kommen unterschiedliche Legierungen zur Anwendung).
- Schiene aus massivem Metall (es kommen keine laminierten Schienen zum Einsatz)
- Umlaufender Handgriff, der eine flexiblere Handhabung der Säge ermöglicht
- Tiefenbegrenzer (ein Schienenaufsatz, mit dem die erforderliche Schnitttiefe eingestellt werden kann)
- Auspuffschutz, um zu verhindern, dass sich z. B. Kunststoffspäne auf dem heißen Auspuff niederschlagen

Gesägt wird mit diesen Sägen im Stechschnitt, der vordere Schienenteil wird in das Schnittmaterial eingetaucht, mittels Tiefenversteller wird vor dem Sägen die gewünschte Schnitttiefe festgelegt. Der Vorteil einer Rettungskettensäge gegenüber Handkreissägen oder Trennschleifern liegt in der größeren möglichen Schnitttiefe. Bei den verwendeten Tiefenbegrenzern kommen geschlossene (fast die gesamte Schiene wird umschlossen, nur die Spitze liegt frei) und offene Tiefenbegrenzer (nur ein kleiner Teil der Schiene wird verdeckt) zum Einsatz, wobei offene Tiefenbegrenzer eine bessere Kühlung der Kette ermöglichen.

## Rettungssäge Twinsäge
Bei der Twinsäge handelt es sich um eine Handkreissäge mit zwei gegeneinander laufenden Sägeblättern.